# Chagrin (Leder)

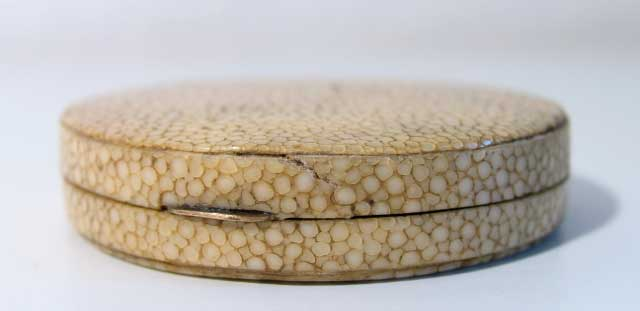
Antikes Döschen mit Chagrin vom Rochen

Chagrin (vom türkischen sağrı für Kruppe) bezeichnet eine Ledersorte aus der Rückenhaut der Pferde, Kamele, Esel, Maultiere und anderer Tiere. 
Unter echtem Chagrin versteht man auch die fein granulierte Haut der Haifische, die zum Bezug von Dosen, Büchsen, Büchern etc. verwendet wurde. Fachleute unterscheiden weiterhin zwischen feinem und grobem „Galuchat“, welches das feiner strukturierte Haileder und das gröbere Rochenleder umfasst. Noch spezieller ist das Boroso(-Leder), welches ausschließlich von Haien aus dem Mittelmeerraum stammt.
Chagrin-Leder ist ein durch Körner, die in das noch feuchte Leder gedrückt und später wieder herausgeschüttelt werden, genarbtes und auf der Oberfläche mit feinen, dicht aneinander liegenden Erhöhungen und Vertiefungen versehenes Material, das eine starke Dicke aufweist. Es kann weiß oder auch anders gefärbt werden. 
Man benutzte Chagrin für Zaumzeug, Säbelscheiden, Futterale und Bucheinbände. Das Verfahren für diese besondere Art des Leders war lange Zeit nur im Orient, in Astrachan, Konstantinopel und Bulgarien bekannt, bis man darauf kam, es mittels erhitzter Walzen und Platten nachzuahmen. Dabei wurde das Leder gewissermaßen granuliert und graviert.
Als preiswerten Ersatz für das teure Leder verwendete man für Bucheinbände auch Chagrinpapier, ein im Aussehen ähnliches und gepresstes Papier.

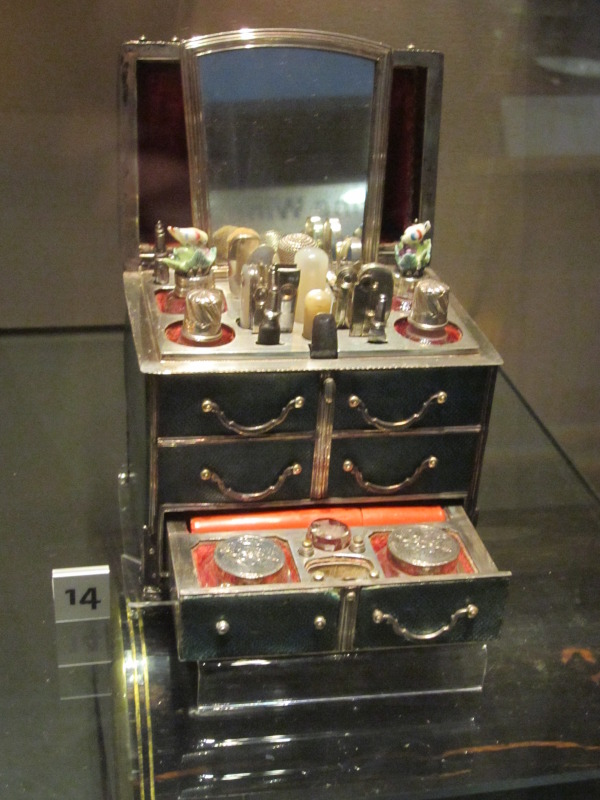
Kosmetikköfferchen mit Hailederbezug (Walker Art Gallery, Liverpool)
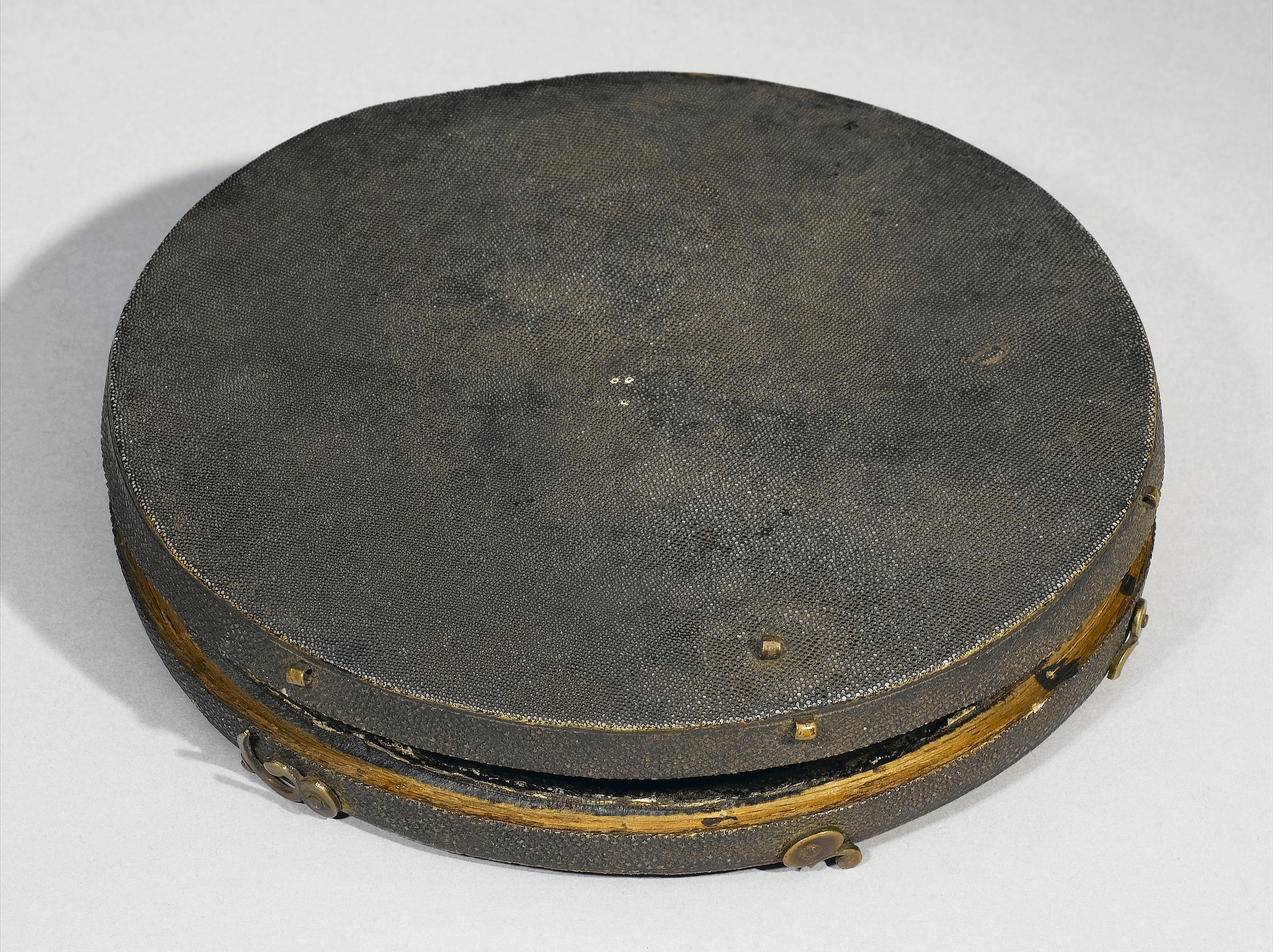
Taschenspiegel von Claude Lorrain mit Hailederbezug
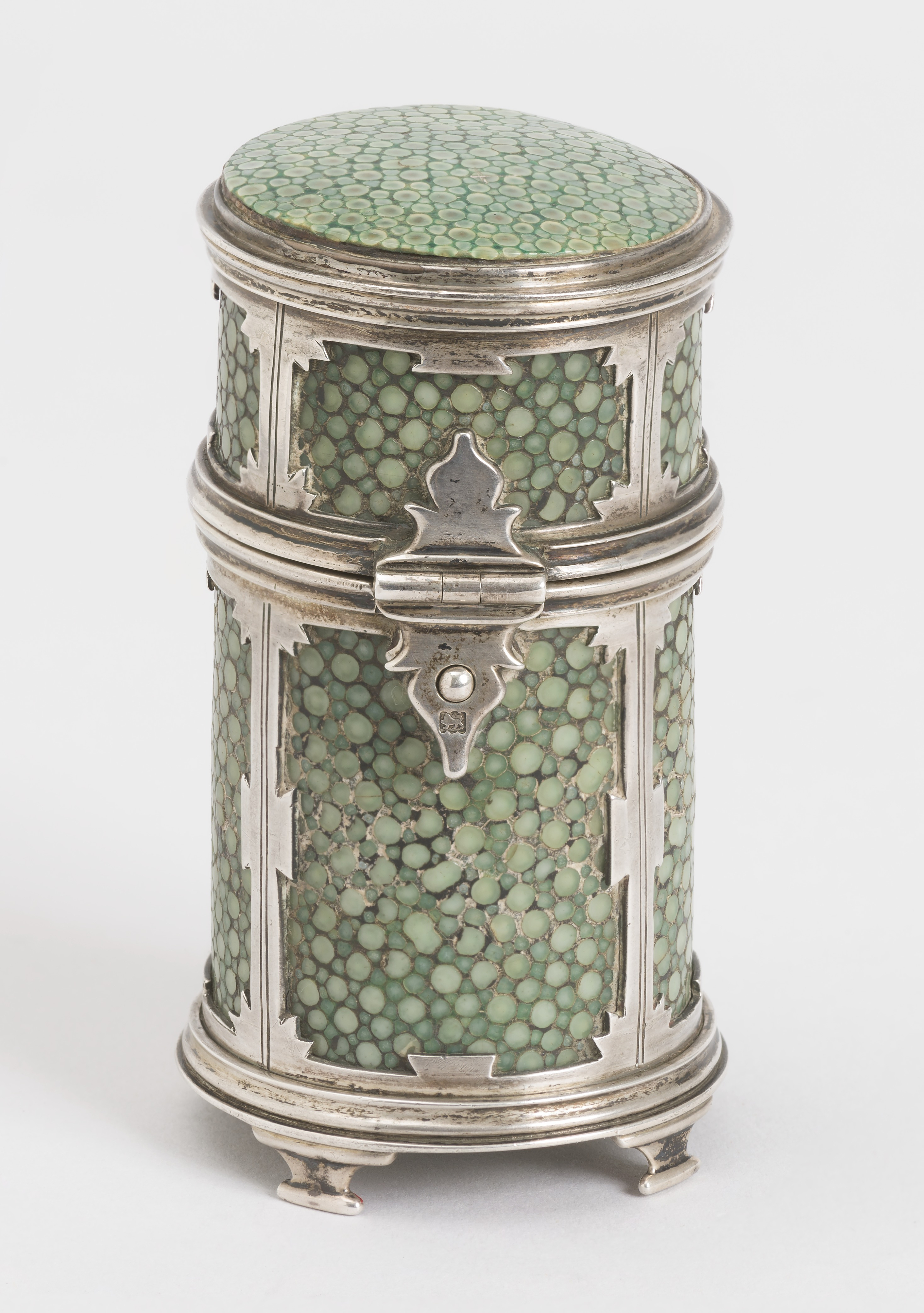
Duftfläschchen mit Chagrin vom Rochen, England, 1909
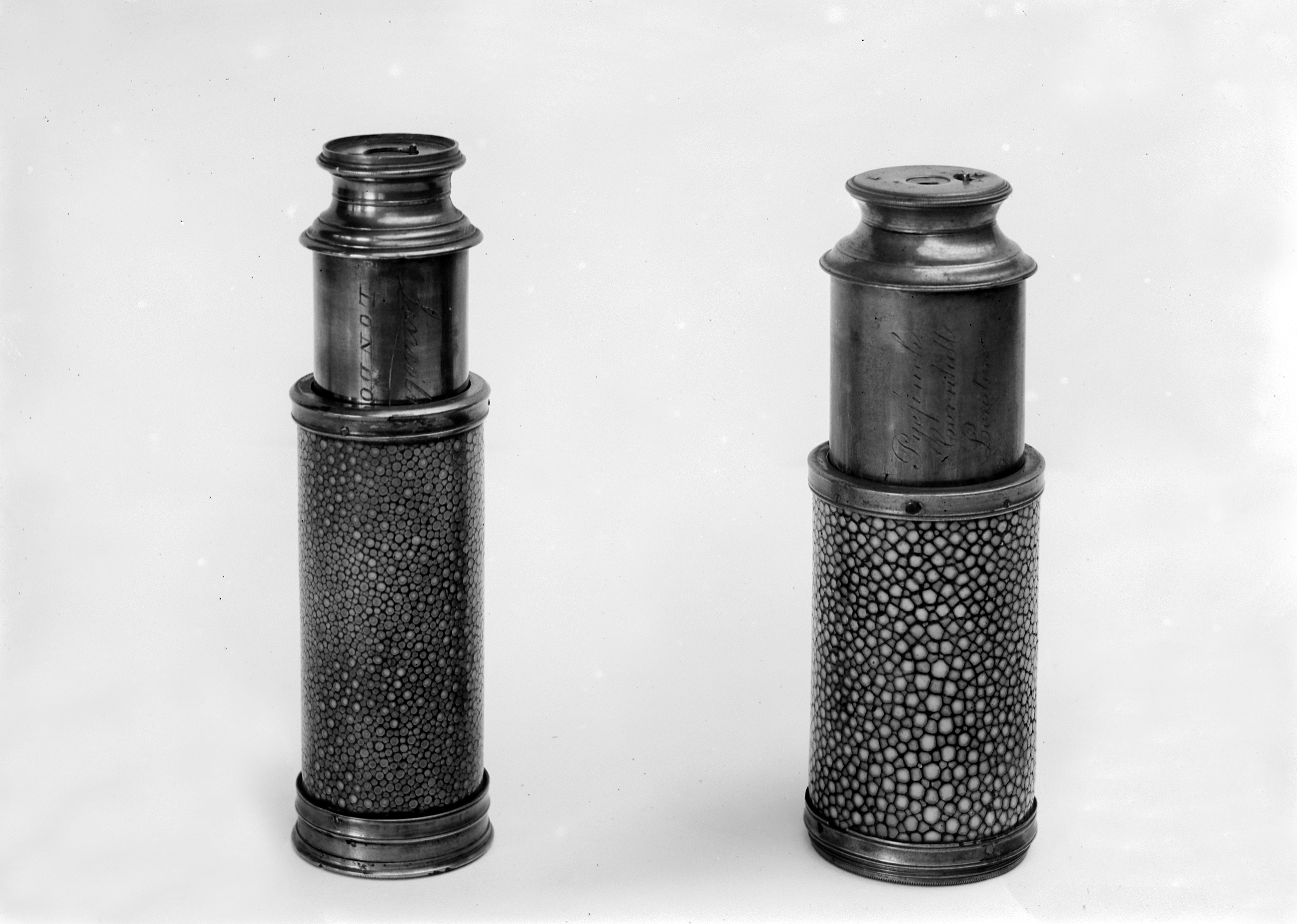
Fernrohre mit Rochenleder
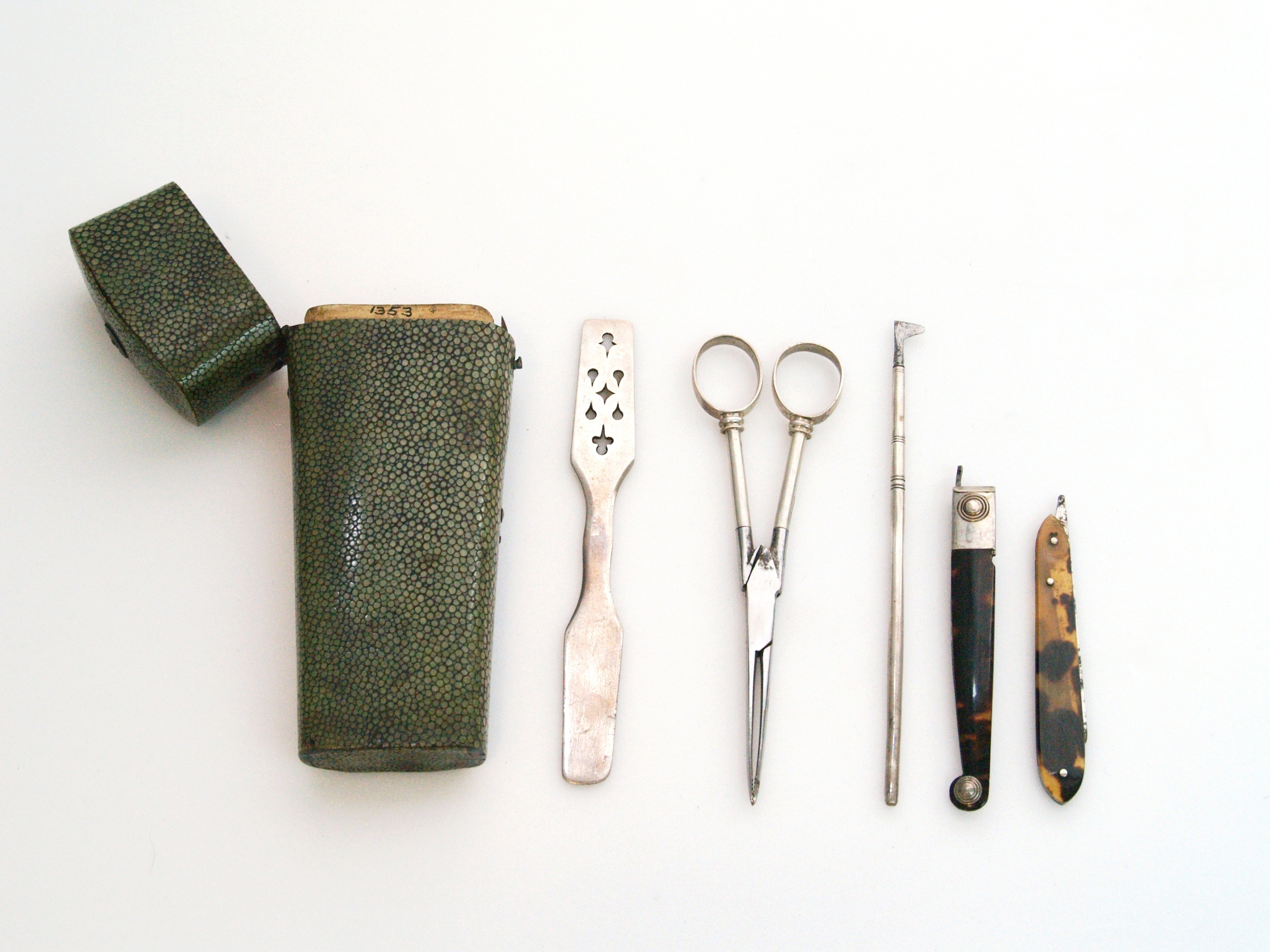
Antike Nagelpflegeutensilien mit Etui aus echtem Rochenleder
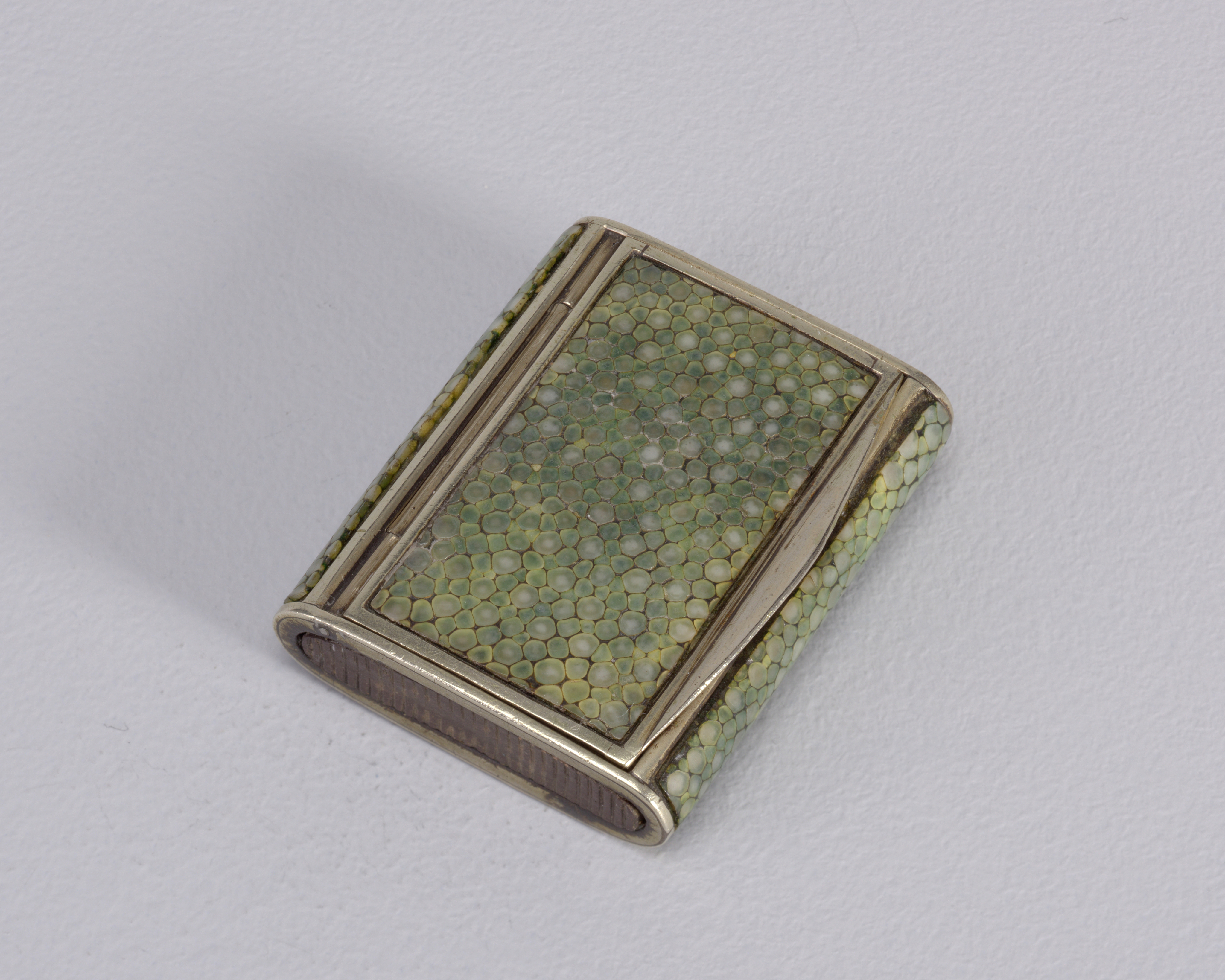
Streichholzschächtelchen, Rochenleder, ca. 1910